# Cal Jaumet (Torregrossa)
Cal Jaumet és un monument del municipi de Torregrossa (Pla d'Urgell) inclòs en l'Inventari del Patrimoni Arquitectònic de Catalunya.

## Descripció
Façana amb uns magnífics balcons amb decoracions de gusta neoclàssic, en forma de motllures de tipus floral. Es tracta d'una casa molt gran, parcialment modificada pels seus propietaris. A sota d'un balcó hi són representats dos calzes.
A la llinda de la porta hi ha la data de 1766.

## Història
Aquesta casa sembla tenir continuïtat amb la núm. 10, podent haver arribat a formar un únic conjunt. La casa núm. 10 porta la data de 1820 a la llinda del finestral del primer pis, emmarcada dins ornamentació vegetal a l'estil de l'existent en la casa Jaumet. Ambdues s'ubiquen justa al costat de la portada d'accés al recinte del castell.